# Гнидо Петро Андрійович
Гнидо́ Петро́ Андрі́йович (нар. 22 грудня 1919, Донська Балка — пом. 17 березня 2006, Одеса)  — радянський льотчик-ас, Герой Радянського Союзу (1943), під час Німецько-радянської війни командир ескадрильї 13-го винищувального авіаційного полку (201-а винищувальна авіаційна дивізія, 2-й змішаний авіаційний корпус, 8-а повітряна армія, Південний фронт). Генерал-майор авіації (1963).

## Біографія
Гнидо Петро Андрійович народився 22 грудня 1919 року в селі Донська Балка Березівського району Одеської області в селянській родині. Українець.
По закінченні 7 класів школи працював на механічному заводі в Одесі. У 1937 році закінчив Одеський медичний технікум. Працював в органах НКВС санінструктором, згодом  — начальником санітарної служби. У 1939 році закінчив Астраханський аероклуб.
У 1940 році призваний до лав Червоної Армії, того ж року успішно закінчив Сталінградську військову авіаційну школу пілотів і залишений в ній льотчиком-інструктором.
На фронті Другої світової війни з вересня 1941 року. До грудня 1941 року воював у 248-му ВАП, літав на І-16. Брав участь в боях за Ростов, східніше Таганрогу, на Міуському рубежі.
12 грудня 1941 року в повітряному бою здійснив повітряний таран ворожого Хе-111. Протягом майже трьох місяців лікувався у Грозненському військовому шпиталі. Потім  — перепідготовка у запасному авіаполку. З липня 1942 року знову на фронті.
У складі 13-го ВАП (111-й Гвардійський ВАП) воював на Південному, Сталінградському, Північно-Кавказькому, Степовому, 1-му і 4-му Українських фронтах.
У грудні 1942 року 13-й ВАП був переозброєний на нові Ла-5 і направлений під Сталінград. У важких повітряних боях проти німецької авіації, що намагалась налагодити повітряний міст з оточеним угрупованням фельдмаршала Паулюса, П. А. Гнидо отримав 10 повітряних перемог.
Потім були бойові вильоти в небі над Донбасом, участь в Ізюм-Барвенківській операції. Весною 1943 року 13-й ВАП розпочав бойові вильоти на підтримку радянських військ на Малій Землі.
За мужність і героїзм, відвагу і військову майстерність, виявлені в боях, Указом Президії Верховної Ради СРСР від 1 травня 1943 року командиру авіаційної ескадрильї 13-го винищувального авіаційного полку старшому лейтенанту Петру Андрійовичу Гнидо було присвоєно звання Героя Радянського Союзу.
Потім були бої на Курській дузі, визволення Лівобережної України, участь в Корсунь-Шевченківській битві, польоти над Карпатами, в небі Польщі.
Всього за період своєї бойової діяльності на фронтах Німецько-радянської заступник командира 111-го Гвардійського винищувального авіаційного полку (10-а гвардійська винищувальна авіаційна дивізія, 10-й винищувальний авіаційний корпус, 8-а повітряна армія) гвардії майор П. А. Гнидо здійснив 412 успішних бойових вильоти, провів 82 повітряних бої, знищивши 40 ворожих літаків. Сам був збитий 4 рази, рятувався на парашуті.
24 червня 1945 року брав участь в Параді Перемоги на Красній площі в Москві.
По закінченні війни, продовжив службу в ВПС СРСР. Закінчив Військово-Повітряну академію та Академію Генерального штабу, командував авіаційним полком, ракетною дивізією, був заступником командуючого ракетною армією. У 1976 році генерал-майор авіації П. А. Гнидо звільнився в запас.
Помер 17 березня 2006 року. Похований в Одесі.

## Нагороди
- медаль Золота Зірка Героя Радянського Союзу (№ 1003)
- орден Леніна
- чотири ордена Червоного Прапора
- орден Трудового Червоного Прапора
- орден Олександра Невського
- два ордена Вітчизняної війни 1-го ступеня
- три ордена Червоної Зірки
- орден «За службу Батьківщині в Збройних Силах СРСР» 3-го ступеня
- медалі